# Antoine de Laval
Antoine de Laval, né à Cremeaux le 24 octobre 1550, mort à Moulins en 1631, sieur de Belair, est un humaniste français, poète, géographe du roi.
Il serait né à Moulins pour certains, ou à Saint-Germain-Laval, dans le Forez, pour d'autres.

## Biographie
Sa famille était attachée à la maison de Bourbon depuis longtemps.
Antoine de Laval est un humaniste français. Il a eu comme précepteur Jean Papire Masson, auteur d'annales, qui lui a donné le goût de l'Antiquité classique et de l'histoire.
Il s'est marié, probablement en 1577, avec Isabelle de Buckingham, belle-fille de Nicolas de Nicolay ou Nicolaï,, valet de chambre du roi Henri II et son géographe ordinaire. Peu avant sa mort, en 1583, il lui a cédé sa charge. De ce mariage, Antoine de Laval indique dans son livre sur les Professions nobles qu'il a eu quatre fils, Antoine, Louis, Anne et Henri-Antoine, tous morts jeunes, l'aîné en 1587, le dernier en 1602, et six filles, Isabelle, Angélique, Suzanne, Françoise, Anne et Marguerite.
Il est alors capitaine du château de Moulins où il occupe un logis, maître des eaux et des forêts en Bourbonnais. Il rassemble un grand nombre de chartes, de cadres d'armées, de plans de villes et de fortifications, d'armes, de portraits, de peintures, de livres écrits en diverses langues. c'était à la fois un musée et une bibliothèque où il recevait souvent la visite des rois, des princes, des seigneurs, des ambassadeurs, « bref de toutes sortes de personnes d'honneur et de qualité ».
Il a participé aux seconds états généraux de Blois où il est chargé de prendre la parole au nom des officiers de robe courte du royaume, menacés de spoliation par les partisans de la Ligue. À la suite de l'assassinat du duc de Guise et du cardinal de Lorraine, Henri III l'a envoyé avec d'autres hommes de confiance dans les provinces pour défendre la cause du roi.
À la fin de 1592, Henri IV lui confie l'administration de Mantes.
En 1595, quand le roi vient faire son entrée dans la ville de Moulins, le maire et les échevins de la ville s'adressent à Antoine de Laval pour faire la décoration de cette Entrée. Il a alors été l'architecte, le peintre, le menuisier, le poète et le manœuvre de la décoration de cette Entrée qui a lieu le 26 septembre 1595.
Sully le consulte pour la décoration de la galerie du bord de l'eau du palais du Louvre dont Henri IV a entrepris la construction entre la Petite Galerie du Louvre et le palais des Tuileries. Il veut savoir s'il ne conviendrait pas de mettre des cartes sur les murs. Antoine de Laval peu satisfait de ce choix va répondre par un petit traité - Des peintures convenables aux Basiliques et Palais du Roy et même à sa galerie du Louvre - où il a écrit que les rois devaient « signaler leur mémoire par quelque somptueux édifice qui montre aux siècles à venir combien ils ont été magnifiques et splendides ». Dans ce livre, Antoine de Laval attribue les guerres de religion à l'inhumanité de la noblesse et à l'échec du programme iconographique des Valois qui n'ont pas su célébrer la dignité et l'autorité royales. Il préfère l’éloge dynastique aux « niaiseries de fables, de grotesques, de choses impossibles en nature, et qui ne peuvent rien représenter de solide ni de grave ». Il propose un programme représentant la suite ininterrompue des rois de France en faisant remarquer que « le roi n'a pas besoin d'emprunter d'autres sujets que les siens ». Il insiste sur les priorités politiques et idéologiques de la relation entre le roi et les arts.
Finalement Henri IV entreprend de réaliser une galerie des rois au premier étage de la Petite galerie du palais du Louvre. Ce choix est probablement politique : Henri IV est le premier souverain de la dynastie des Bourbon et est considéré par certains comme un usurpateur. Il fallait montrer la continuité de la monarchie en France. Antoine de Laval en définit le programme. La composition principale de la voûte était la Chute des Géants réalisée par Toussaint Dubreuil, où Jupiter a les traits d'Henri IV. C'est une allégorie de la victoire d'Henri IV sur la Ligue. Les 28 portraits de rois et de reines ont été peints sur les murs par Jacob Bunel aidé par sa femme, Marguerite Bahuche, et François II Pourbus. Aux portraits des souverains étaient ajoutés ceux des principaux personnages de leur règne. Le marché de décoration pour la voûte est passé en 1601; celui des murs, en 1607. Cette galerie a brûlé le 6 février 1661. Louis Le Vau a construit à la place la galerie d'Apollon.
Il s'est retiré de la vie publique en même temps que Sully et s'est retiré dans le Bourbonnais où il a passé sa vieillesse à l'étude et à la religion. Il a été enterré dans la chapelle extérieure de l’église d'Yzeure, près de Moulins. La chapelle a disparu.

## Publications
- Antoine de Laval,Isabelle. Imitation de l'Arioste, Paris, Lucas Breyer, 1576. Agrippa d'Aubigné y publia une « Odelette » (Au feu des chastes amours...)
- Antoine de Laval, Desseins de professions nobles et publiques, contenans plusieurs traictés divers & rares : avec l'histoire de la maison de Bourbon, Vve de A. L'Angelier, Paris, 1613 (seconde édition)  ( lire en ligne ) (première édition en 1605).
- Antoine de Laval, Paraphrase des CL pseaumes de David, tant litterale, que mystique avec annotations nécessaires, Chez Mathieu Guillemot, Paris, Paris, 1626  ( lire en ligne ).
- Antoine de Laval, Vie du connétable de Bourbon. Continuation jusqu'à la mort du connétable devant Rome, en 1527, p. 169 ( lire en ligne ).
- Antoine de Laval, Des peintures convenables aux Basiliques et Palais du Roy et même à sa galerie du Louvre, Paris, 1600, puis paru dans Desseins de professions nobles et publiques, en 1605.